# Sant Pere de Santa Fe de Segarra
Sant Pere de Santa Fe de Segarra és una església romànica al poble de Santa Fe de Segarra dins del municipi de les Oluges. És un monument protegit i inventariat dins el Patrimoni Arquitectònic Català.

## Història
Documentada el 1024, la duplicitat de sants del topònim fa pensar que el primitiu temple d'aquest indret fou dedicat a Santa Fe, cosa queen  faria remuntar l'origen a temps més antics. L'any 1391, integrada dins del bisbat d'Urgell, s'esmenta en la relació de la dècima papal recaptada aquell any a la diòcesi dins el deganat de la Vall de Lord. A final del segle xvi s'integrà dins la nova diòcesi de Solsona.

## Arquitectura
Es tracta d'un edifici d'una sola nau, coberta amb volta de canó reforçada per un arc toral, i capçada amb un absis de planta semicircular. L'edifici original després ha estat modificata i engrandit amb cossos afegits. Al costat sud de la nau hi ha una absidiola, mentre que al costat nord hi ha una capella de planta rectangular, afegida en època tardana, i contemporània al campanar de torre de quatre obertures. Aquesta capella deu substituir una absidiola que devia completar una capçalera trevolada, la qual presenta coberta independent de dues aigües, més baixa que la de la nau, i està datada en una inscripció epigràfica situada en un dels murs, en la qual es pot llegir l'any 1736, juntament amb la representació d'una palma de màrtir i unes graelles, que podrien fer referència al martiri que va patir sant Llorenç.
La porta d'entrada, amb llinda treballada, és posterior al romànic i s'obre al mur nord.
Adossat al semicercle absidal hi ha el cos que forma la sagristia, amb coberta d'un sol pendent, que és il·luminat per una petita finestra amb llinda, mentre que l'absis de la mateixa alçada de la nau, té dues finestres, una al centre amb arc de mig punt monolític, i una altra al costat sud. Al mur sud sobresurt exteriorment una absidiola que fa la mateixa alçada de la nau, amb una finestra d'arc de mig punt monolítica, així com una obertura més alta i allargassada que il·lumina l'interior de la nau. Sobresurt el fet que totes les finestres dels absis són de doble esqueixada.